# Centrosema virginianum
Centrosema virginianum är en ärtväxtart som först beskrevs av Carl von Linné, och fick sitt nu gällande namn av George Bentham. Centrosema virginianum ingår i släktet Centrosema och familjen ärtväxter. Inga underarter finns listade i Catalogue of Life.

## Bildgalleri

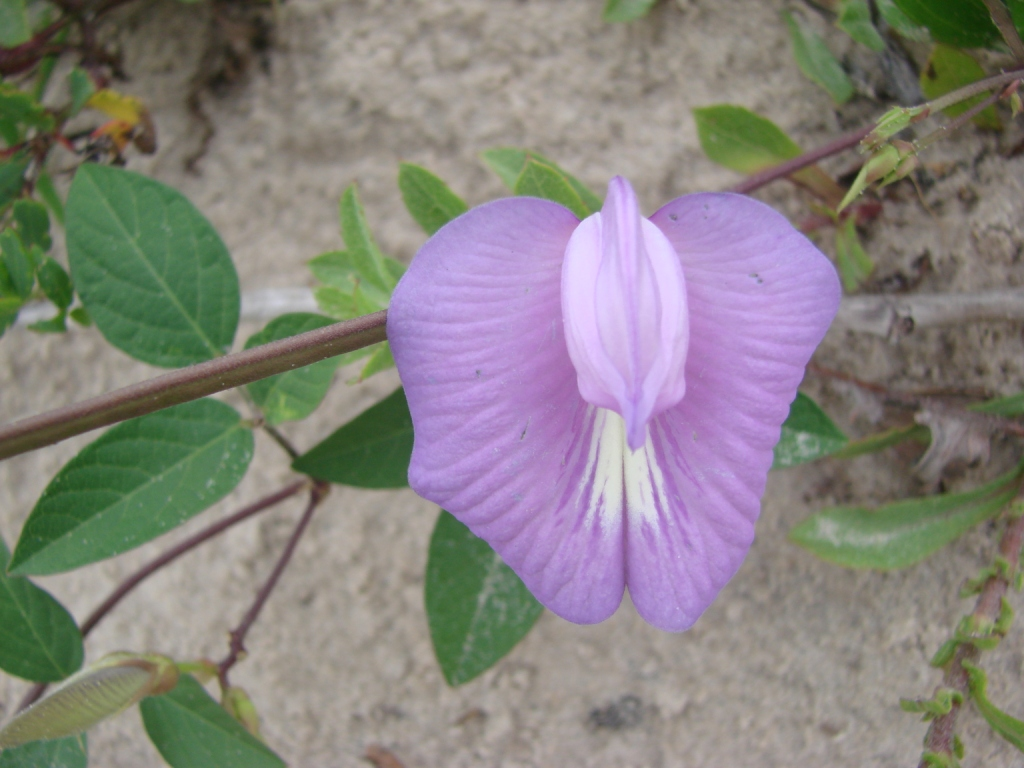
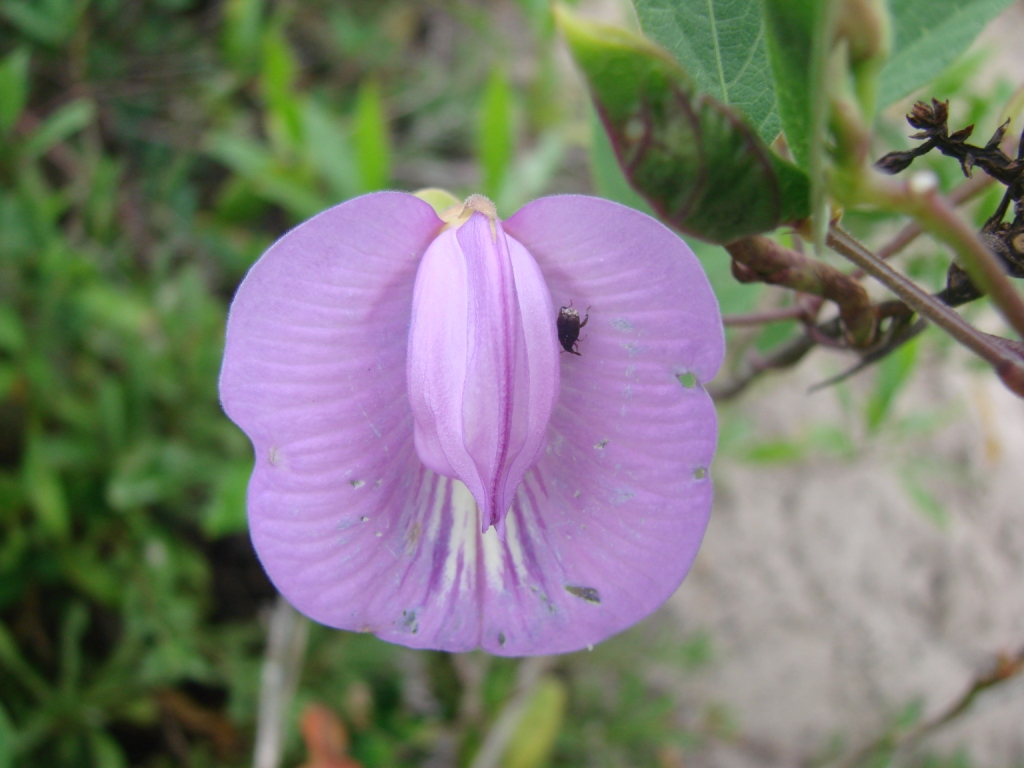
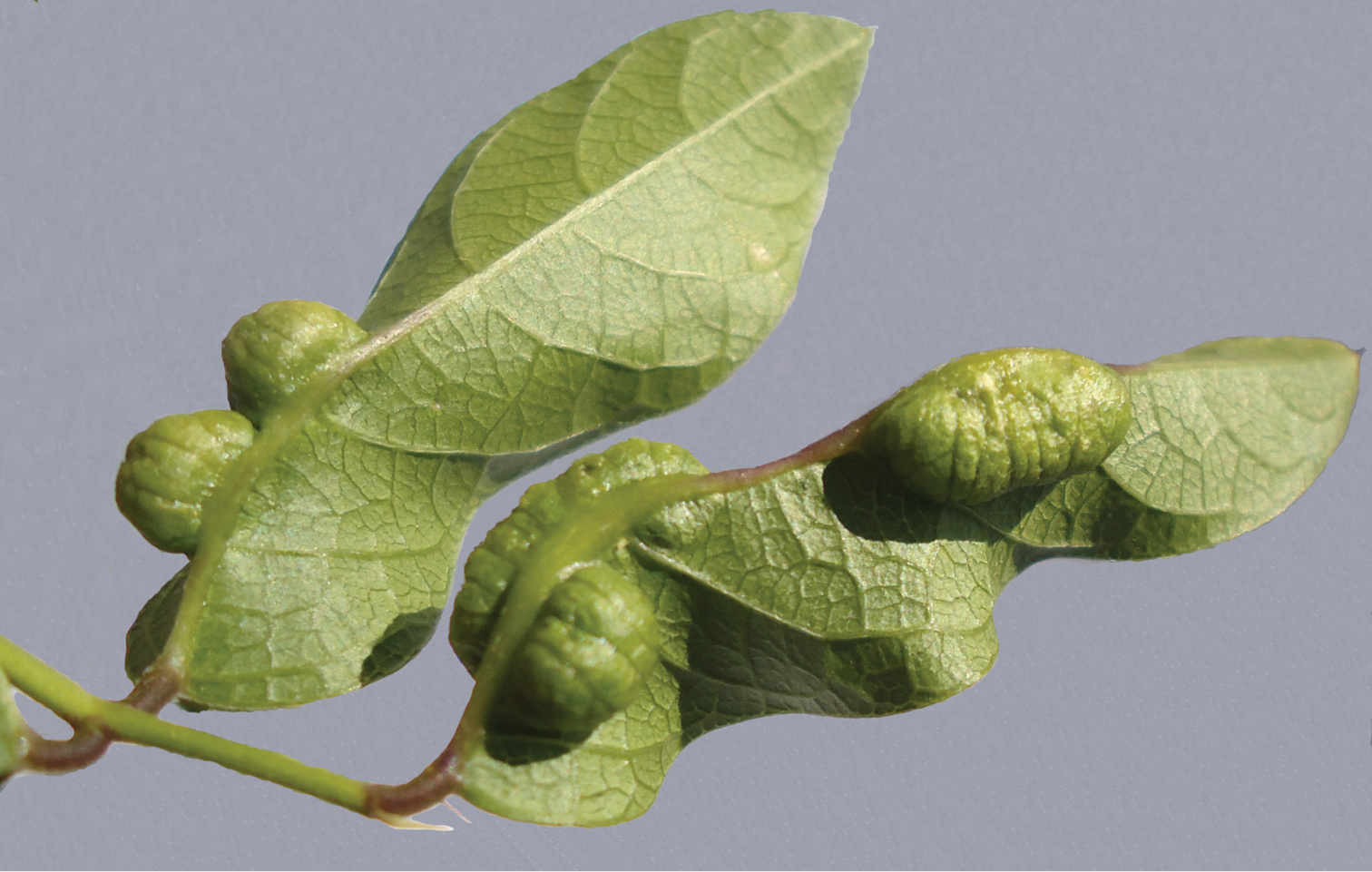
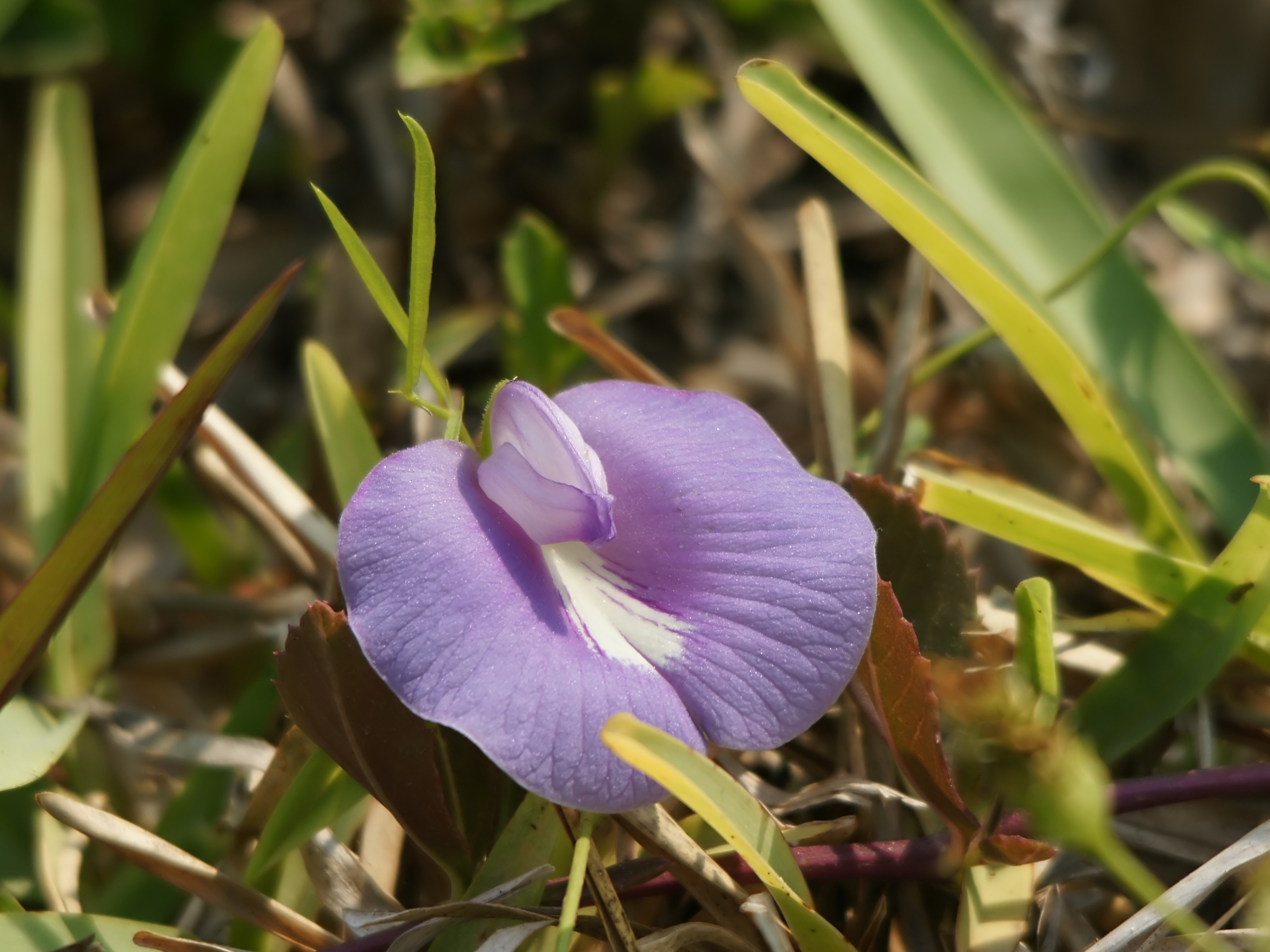
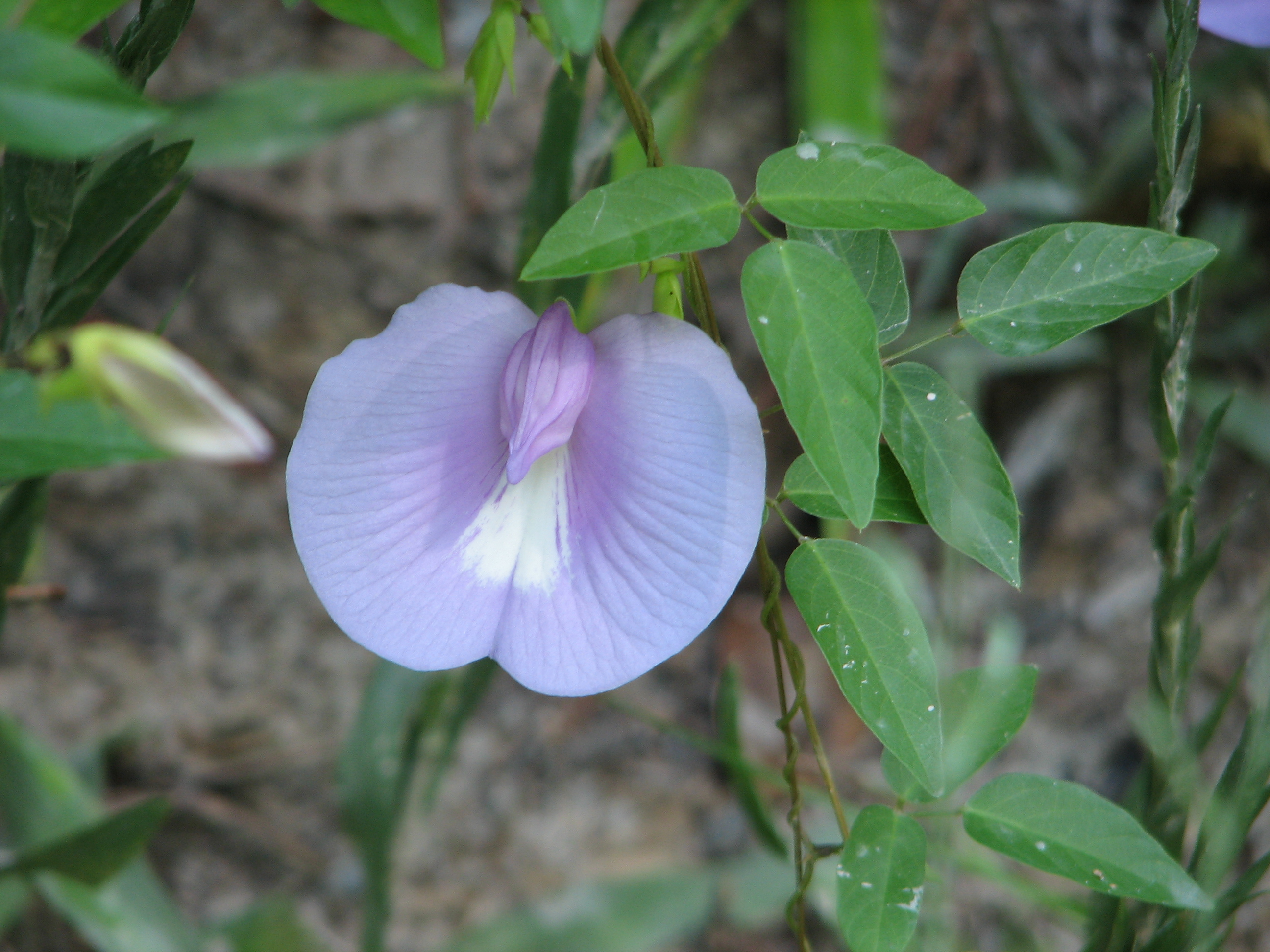